# Moshi
Moshi er en by i Tanzania. Byen ligger ved foden af Afrikas højeste bjerg, vulkanen Kilimanjaro, og er hovedstad i regionen Kilimanjaro. Moshi er en populær turistby på grund af dens nærhed til Kilimanjaro, og der er mange hoteller og gode transportmuligheder til og fra byen.
Ved folketællingen i 2002 havde byen 144.793 indbyggere. Størsteparten af byens befolkning tilhører chagafolket, men der er også folk fra de etniske grupper pare, nyakusa, sukuma, rangi og shambala. Mange af byens indbyggere er bønder og handelsmænd. Der er også mange, som pendler til byen for at arbejde.